# Bệnh Crohn
Bệnh Crohn là một loại bệnh viêm ruột (IBD) có thể ảnh hưởng đến bất kỳ phần nào của đường tiêu hóa từ miệng đến hậu môn. Các dấu hiệu và triệu chứng thường bao gồm đau bụng, tiêu chảy (có thể có máu nếu viêm nặng), sốt và giảm cân. Các biến chứng khác có thể xảy ra bên ngoài đường tiêu hóa và bao gồm thiếu máu, phát ban da, viêm khớp, viêm mắt và mệt mỏi. Phát ban da có thể là do nhiễm trùng cũng như pyoderma gangrenosum hoặc ban đỏ nodosum. Tắc ruột có thể xảy ra như là một biến chứng của viêm mãn tính, và những người mắc bệnh có nguy cơ cao bị ung thư ruột.
Trong khi bệnh nguyên còn chưa rõ, căn bệnh này được cho là do sự kết hợp của các yếu tố môi trường, miễn dịch và vi khuẩn ở những người nhạy cảm về mặt di truyền. Bệnh Crohn dẫn đến rối loạn viêm mãn tính, trong đó hệ miễn dịch của cơ thể tấn công đường tiêu hóa có thể hướng vào các kháng nguyên vi sinh vật. Trong khi Crohn là một bệnh liên quan đến miễn dịch nhưng đây không có vẻ là một bệnh tự miễn (trong đó hệ thống miễn dịch không được kích hoạt bởi cơ thể chính nó). Vấn đề miễn dịch cơ bản chính xác không rõ ràng; tuy nhiên, bệnh này có thể là tình trạng suy giảm miễn dịch. Khoảng một nửa nguy cơ tổng thể liên quan đến di truyền học với hơn 70 gen được tìm thấy có liên quan. Người hút thuốc lá có nguy cơ mắc bệnh Crohn gấp hai lần so với người không hút thuốc. Căn bệnh cũng thường bắt đầu sau viêm dạ dày ruột. Chẩn đoán dựa trên một số phát hiện bao gồm sinh thiết và sự xuất hiện của thành ruột, hình ảnh y tế và mô tả bệnh. Các tình trạng khác có thể biểu hiện tương tự như hội chứng ruột kích thích và bệnh Behçet.
Không có thuốc hoặc thủ thuật phẫu thuật nào có thể chữa khỏi bệnh Crohn. Các lựa chọn điều trị nhằm giúp các triệu chứng, duy trì thuyên giảm và ngăn ngừa tái phát. Ở những người mới được chẩn đoán, thuốc corticosteroid có thể được sử dụng trong một thời gian ngắn để cải thiện nhanh chóng các triệu chứng cùng với một loại thuốc khác như methotrexate hoặc thiopurine dùng để ngăn ngừa tái phát. Ngừng hút thuốc được khuyến cáo ở những người mắc bệnh Crohn. Cứ năm người mắc bệnh thì một trong năm người mắc bệnh này được nhập viện, và một nửa số người mắc bệnh này sẽ cần phải phẫu thuật tại một thời điểm nào đó trong khoảng thời gian mười năm kể từ khi phát hiện bệnh. Phẫu thuật nên được sử dụng càng ít càng tốt, nhưng lại cần thiết để cắt lọc áp xe, vật cản ruột và khối ung thư. Kiểm tra ung thư ruột thông qua nội soi được khuyến cáo vài năm một lần, bắt đầu sau 8 năm kể từ khi bệnh Crohn đã bắt đầu.
Về dịch tễ học, bệnh Crohn ảnh hưởng đến khoảng 3,2 trên 1.000 người ở châu Âu và Bắc Mỹ. Bệnh này không phổ biến ở Châu Á và Châu Phi, nhưng ngày càng phổ biến hơn ở đất nước phát triển từ năm 1970. Bệnh viêm đường ruột dẫn đến 47.400 người chết vào năm 2015  và những người mắc bệnh Crohn có tuổi thọ giảm nhẹ. Bệnh này có xu hướng bắt đầu ở tuổi thiếu niên và hai mươi, mặc dù có thể xảy ra ở mọi lứa tuổi. Nam và nữ đều bị ảnh hưởng như nhau. Bệnh Crohn được đặt theo tên của bác sĩ chuyên khoa dạ dày Burrill Bernard Crohn cùng với hai đồng nghiệp khác tại Bệnh viện Mount Sinai ở New York, mô tả một loạt bệnh nhân bị viêm đoạn ruột non vào năm 1932. Đây cũng chính là đoạn ruột bị ảnh hưởng nhiều nhất bởi bệnh này.